# Kill Hannah
Kill Hannah – amerykańska grupa rockowa, założona w Chicago, Illinois (obecnie zrzeszona w Original Signal Recordings).

## Historia
Kill Hannah została utworzona w 1994 roku przez wykonawcę i autora tekstów piosenek, Mata Devine'a. W latach 1996–2003 grupa opublikowała samodzielnie (tzn. bez udziału wytwórni płytowej) osiem albumów LP, singiel i EP. Wszystkie z nich szybko się sprzedały.
Nazwa grupy pochodzi od imienia byłej dziewczyny głównego wokalisty, Mata Devine'a. Spotkali się oni w Illinois State University w Normal, Illinois, podczas gdy M. Devine tam studiował (tylko jeden semestr). Jak mówi Devine, „to był naprawdę dziwaczny, krótkotrwały związek”. W tym czasie Devine śpiewał i grał na gitarze w grupie zwanej „In a Jar UK”. Po rozstaniu z Hannah, Devine polecił wydrukować nalepki z napisem „Kill Hannah”, które następnie umieszczono na płytach „In a Jar UK”.
Swój debiutancki album For Never & Ever Kill Hannah nagrała w Los Angeles zimą 2003, z producentem Seanem Beavanem (No Doubt, Marilyn Manson, Nine Inch Nails) i mikserem Timem Palmerem (U2, The Cure, Tears for Fears, HIM). Album składa się w większości ze starszych piosenek, które zostały ponownie nagrane w nowych wersjach oraz z tych, które grupa grała wcześniej na żywo. Nagrano także wideoklip do piosenki „Unwanted”, ale dopiero w 2006 roku zdecydowano się opublikować go (jedynie w internecie).
Od 2003 do 2007 roku Kill Hannah koncertowała z: Chevelle, HIM, The Sounds, Evanescence, Jane’s Addiction, Everclear, Eve 6, The All-American Rejects, Fuel, P.O.D., The Distillers, Story of the Year, Three Days Grace, Alien Ant Farm, The Buzzcocks, Andrew WK, Trapt, 30 Seconds to Mars, MorissonPoe, Mindless Self Indulgence, Flyleaf, Alice in Chains, Velvet Revolver (za każdym razem tylko z jedną z grup).
Pod koniec 2002 roku, kiedy grupą Kill Hannah zarządzał Steve Hutton (uprzednio manager Kida Rocka), podpisano kontrakt z Atlantic Records.
1 sierpnia 2006 Kill Hannah wydała drugi album, Until There's Nothing Left of Us, dla Atlantic Records. W 2008r KH wydała kolejny album „Hope For The Hopeless"dla Roadrunner Records.
Podczas New Heart For X-mas 6 w grudniu 2008 zespół wykonał 2 nowe piosenki: „Radio” i „Snowblinded”.
Wiosną gitarzysta Greg Corner ogłosił publicznie w radiu Chicago's Q101, że Johnny Radtke nie jest już członkiem Kill Hannah. Powodem odejścia była przeprowadzka muzyka do Los Angeles oraz chęć nagrania solowego projektu „Polar Moon”.
W związku ze zmianą wytwórni płytowej, KH musieli odwołać trasę po Wielkiej Brytanii.
Aktualnie zespół koncertuje w USA wraz z Lacuna Coil, a premiera najnowszej płyty przewidziana jest na późne lato.

## Członkowie grupy
Obecny skład
- Mat Devine (ur. 1974), wokal, gitara
- Dan Wiese (ur. 1976), gitara
- Greg Corner (ur. 1974), gitara basowa
- Elias Mallin, perkusja koncertowa

Wcześniejsi członkowie
- Johnny Radtke (gitarzysta)
- Garrett Hammond (perkusja)
- James Connelly (perkusja)
- Allen Morgenstern (gitara basowa, pracował nad napisaniem trzech utworów)
- Daniel Weinberg (perkusja, zmarł)
- Isaac Bender (gitara, instr. klawiszowe)
- Kerry Finerty (gitara, wokal wspierający, pracował nad napisaniem trzech utworów)
- Joe Babiak (perkusista koncertowy)

## Dyskografia

### Albumy studyjne
- The Beauty in Sinking Ships (1996)
- Here are the Young Moderns (1998)
- American Jet Set (1999)
- For Never and Ever (2003)
- The Curse of Kill Hannah (kompilacja wcześniej wydanego materiału) (2004)
- Until There's Nothing Left Of Us (2006)
- Hope For The Hopeless (2008)
- Wake Up The Sleepers  (2009)

### Extended play
- Honestly Mistaken (nagrano jako „In a Jar UK”) (1993)
- Hummingbirds The Size of Bullets (1996)
- Sleeping Like Electric Eels (1996)
- Lovesick (1997)
- Stunt Pilots (1998)
- Welcome to Chicago Motherf**ker (2000)
- Unreleased Cuts 2000/2001 (2001)
- Kennedy (2002)
- Unwanted (2002)
- Lips Like Morphine (2006)

### DVD
- Welcome to Chicago (2005)
- Seize The Days (2008)

### DJ Remixes
Lips Like Morphine:
1. Lips Like Morphine (Young Americans Remix)
2. Lips Like Morphine (Young Americans Remix by Trax)
3. Lips Like Morphine (Young Americans Remix – Extended)
4. Lips Like Morphine (Assassins mix)
5. Lips Like Morphine (Assassins Remix – Extended)
6. Lips Like Morphine (Tommie Sunshine Remix)
7. Lips Like Morphine (Tommie Sunshine Remix – 12 Inch)
8. Lips Like Morphine (Tommie Sunshine Remix – Ambient)
9. Lips Like Morphine (Junior Sanchez Remix)
10. Lips Like Morphine (Danny Lohner Remix)

Pozostałe remiksy:
- Boys & Girls (Metrosexual Redux remix by Tommie Sunshine)
- Kennedy (The Boombox United Remix by Matt Skaggs)
- Kennedy (Andy Kubiszewski Remix)
- Kennedy (Derrick L. Carter's B.H.Q. Club Vocal remix)
- Unwanted (Andy Kubiszewski Remix)
- Fischerspooner – The 15th, featuring Kill Hannah. Remixed by Tommie Sunshine

### Single
| Rok  | Utwór                | US Hot 100 | U.S. Modern Rock | U.S. Mainstream Rock | Album                            |
| ---- | -------------------- | ---------- | ---------------- | -------------------- | -------------------------------- |
| 2003 | „Kennedy”            | -          | -                | -                    | For Never and Ever               |
| 2006 | „Lips Like Morphine” | -          | 35               | -                    | Until There's Nothing Left of Us |